# Spijklavendel
Spijklavendel (Lavandula latifolia, synoniem: Lavandula spica) is een plant die behoort tot de lipbloemenfamilie (Lamiaceae). Het is een aromatische, lage, sterk vertakte dwergstruik. De soort komt van nature voor vanaf het westen tot het oosten van het centraal gedeelte van het Middellandse Zeegebied tot Joegoslavië. Het aantal chromosomen is  2n = 48, 50 of 54.
De geur van spijklavendel is sterker, scherper en bevat meer kamfer dan die van echte lavendel. Daarom worden ze niet naast elkaar geteeld.
Spijklavendel wordt tot 80 centimeter hoog. De 2-5 cm lange en 2-9 mm brede, bladeren staan tegenover elkaar en zijn langwerpig tot smal elliptisch. De bladrand is iets omgekruld. De jonge bladeren zijn kort en dicht witviltig behaard. De oudere bladeren zijn minder viltig behaard en grijsgroen.
Spijklavendel bloeit van juni tot september met 8-25 cm (vaak korter) lange, zeer lang gesteelde aren. De lijnvormige, eennervige, grijsgroene schutbladen zijn tot 8 mm lang. De bracteolen zijn priemvormig en 2-3 mm lang. De tweeslachtige, violette bloemen zijn zygomorf. De kort vijftandige, min of meer cilindrische kelk is kort grijsviltig behaard en 5-6 mm lang. De bovenste tand heeft een omgekeerd hartvormig aanhangsel. De vijflappige bloemkroon is 1-1,1 mm lang en aan de buitenzijde witviltig. De bloemen hebben vier meeldraden, waarvan er twee kort zijn en die niet buiten de bloemkroon steken. De vrucht is een vierdelige kluisvrucht met in elk hokje een nootje.

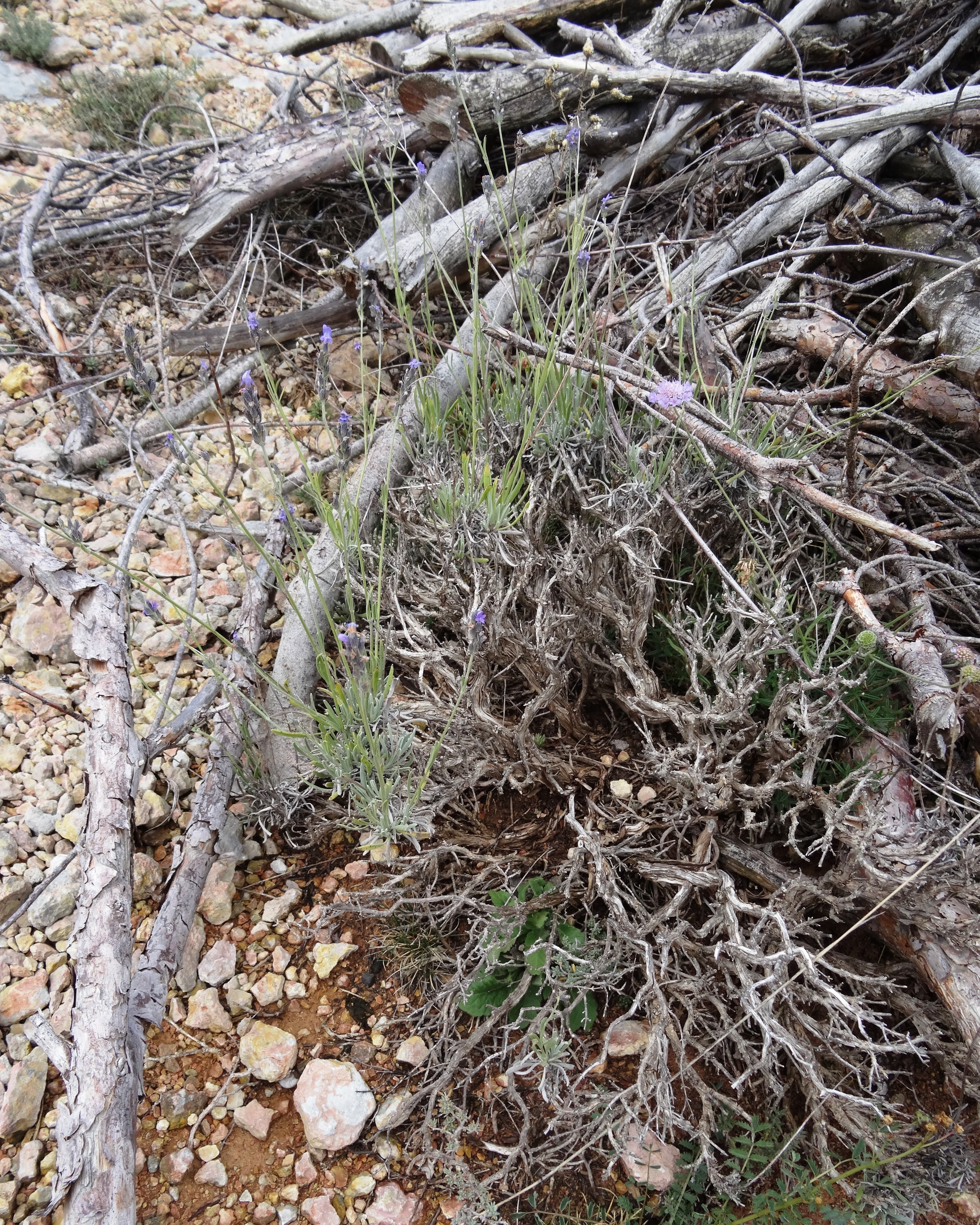
Dwergstruik
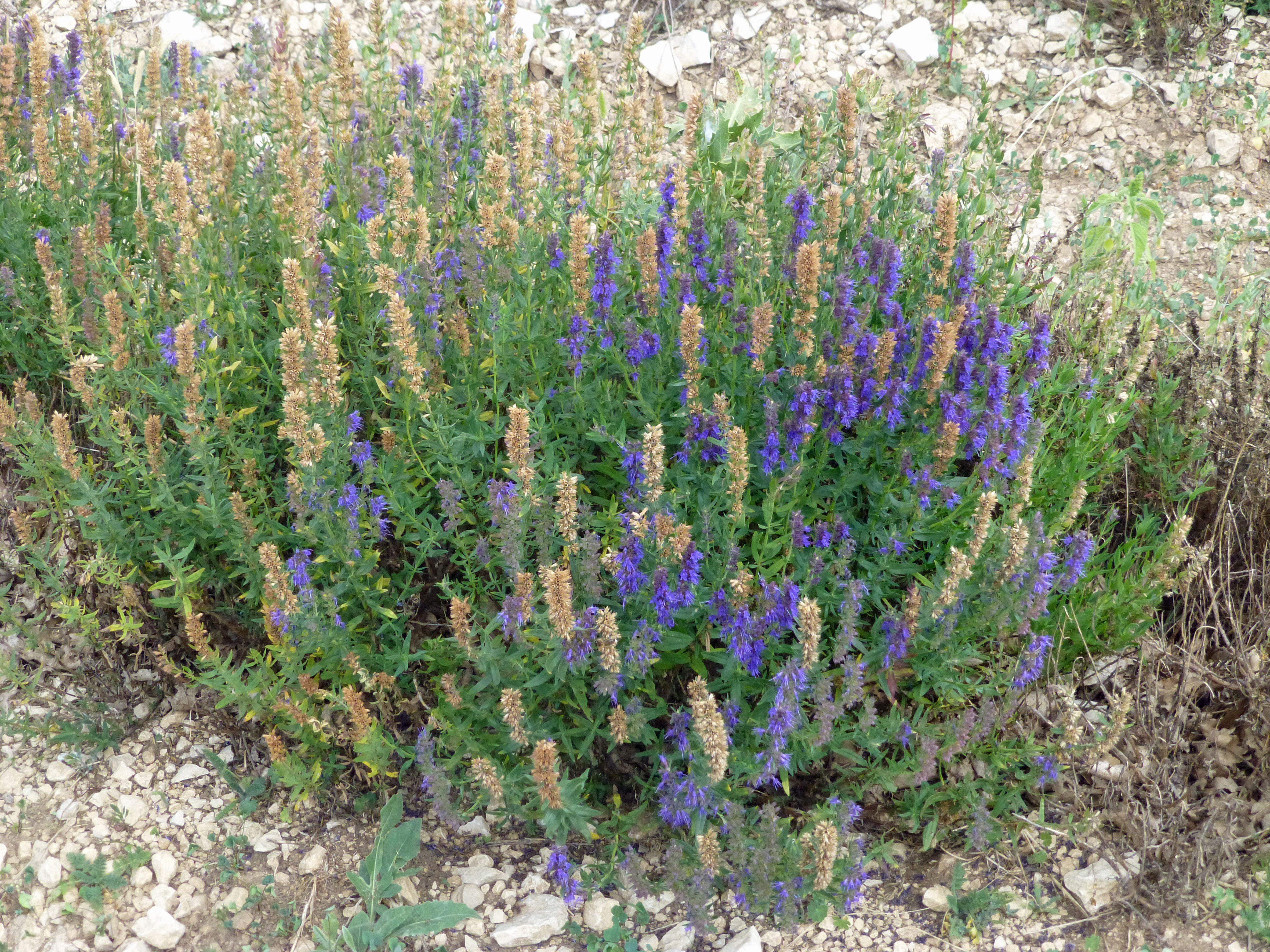
Planten in Vaucluse
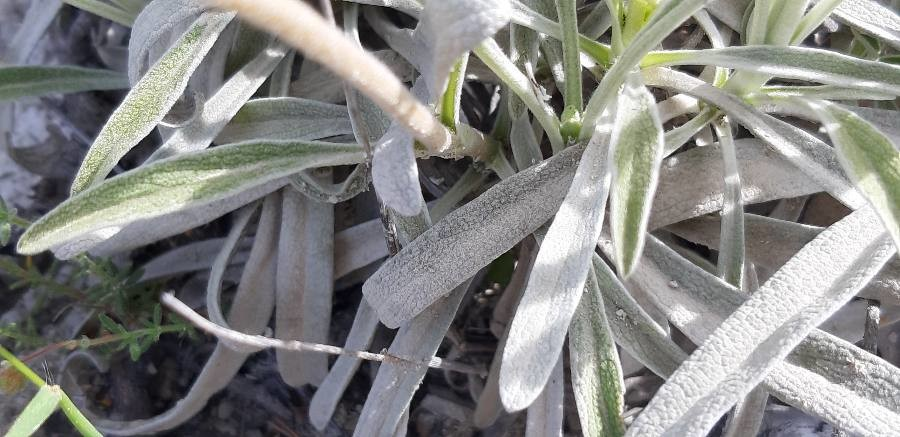
Bladeren
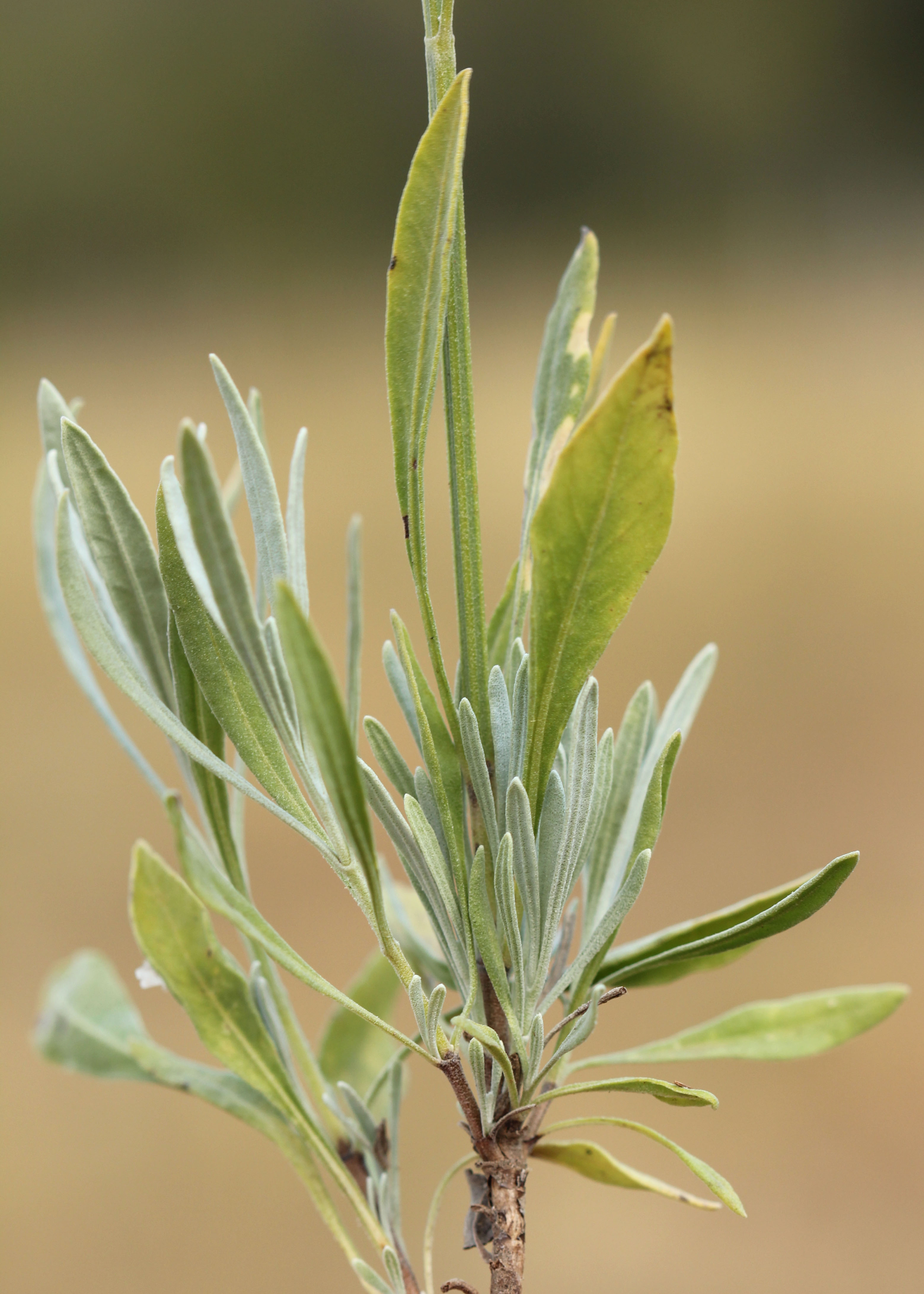
Bladeren
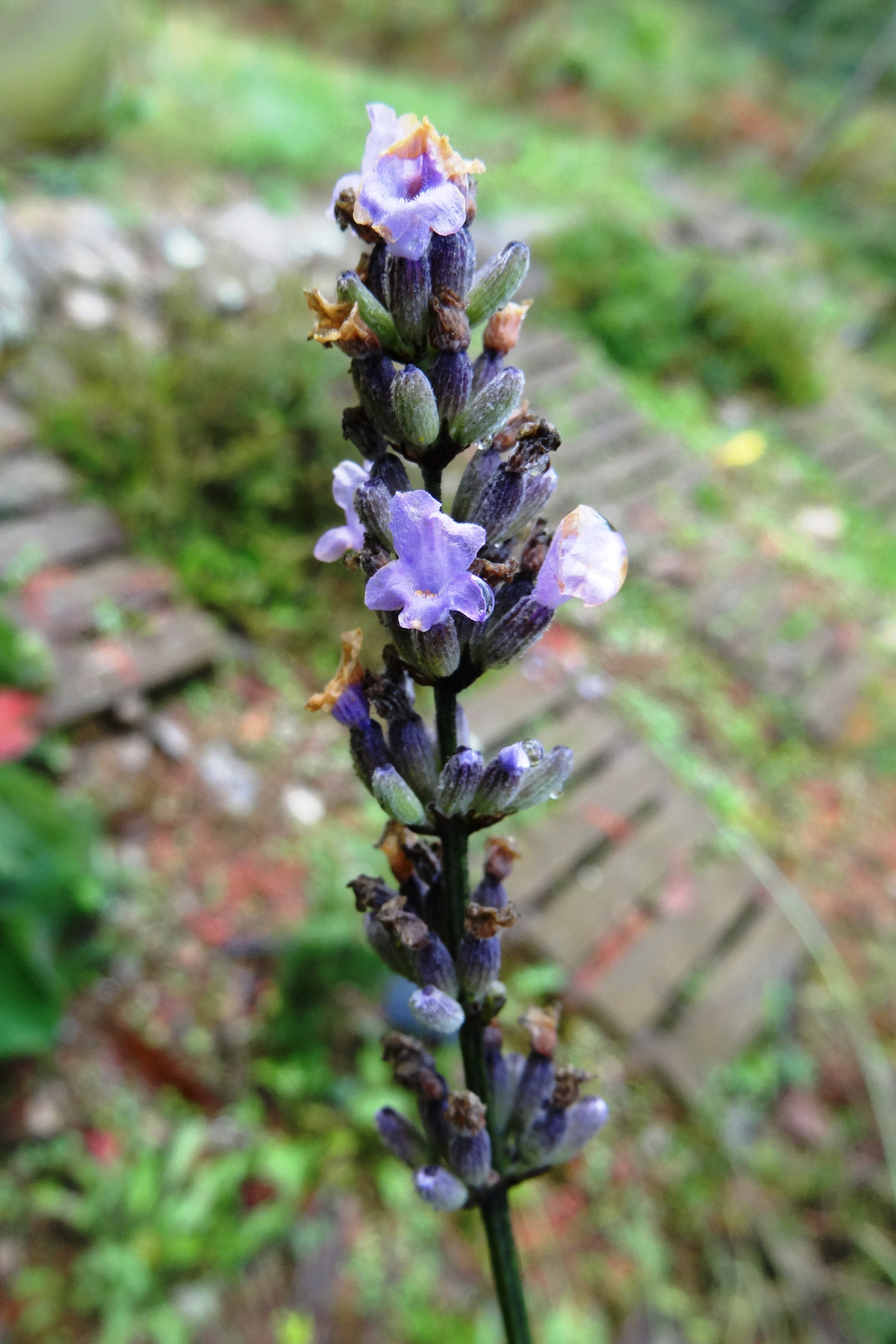
Bloeiwijze
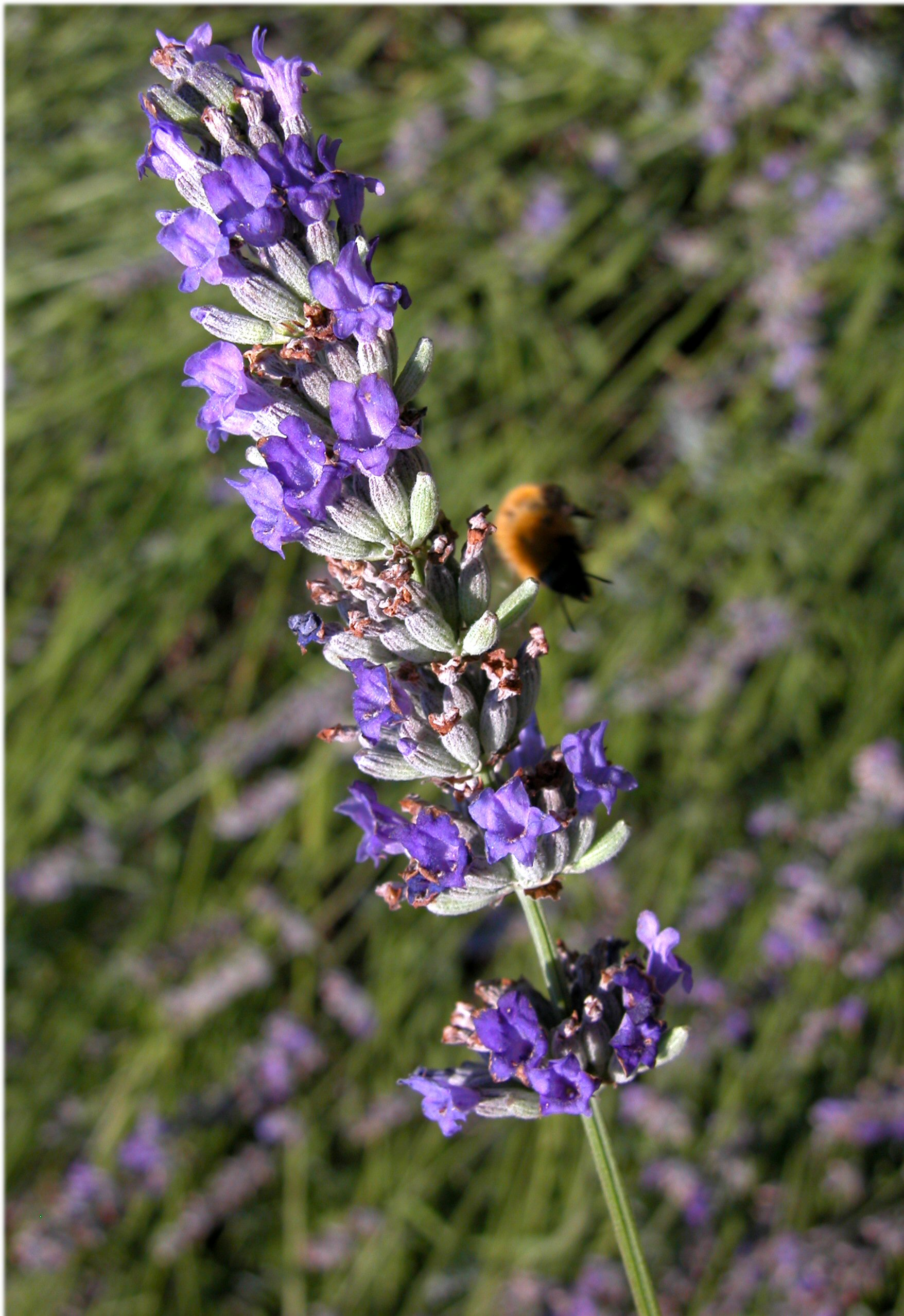
Bloeiwijze

## Gebruik
Bladeren en bloemen worden voor het kruiden van gerechten en als afweermiddel tegen insecten gebruikt. Spijklavendelolie wordt veel toegepast hoewel de geur zwakker is dan die van echte lavendelolie.
In de Franse landstreek Provence wordt hoofdzakelijk de natuurlijke hybride van echte lavendel en spijklavendel, Lavandula intermedia, geteeld.